# Los cuatro muleros
Los cuatro muleros es el séptimo EP del grupo español Los Pekenikes y su primer gran éxito, gracias al instrumental que le da nombre, basado en un tema popular andaluz tocado en clave de surf. La causa de la grabación de su versión de Los cuatro muleros fue la previa grabación del tema como sintonía del programa televisivo Escala en Hi-Fi. Su Director, Fernando García de la Vega, asistió a una audición en directo del tema y lo seleccionó como sintonía. A causa del éxito que tuvo, Hispavox se vio obligado a regrabar el tema.
Clave en el éxito es el trabajar con el productor Rafael Trabucchelli y se nota también en el resto de temas. "Mírame" es una versión de un tema de Cliff Richard, al parecer un referente para Los Pekenikes. Y en la cara B se arranca con un tema insólito en clave garage rock "Vete ya", original de ellos y le sigue una trepidante versión de "El soldado de levita". Es uno de los mejores trabajos hasta la fecha y el éxito los siguió pero en clave de grupo instrumental, pues tras este EP Juan Pardo se fue a seguir su carrera uniéndose a Los Brincos junto a Junior a quien él había sustituido y fue sustituido por Pepe Barranco ex-Los Estudiantes; sin embargo el éxito de Los cuatro muleros irá pesando en el grupo.
Con Trabucchelli comienza una era de éxitos para el grupo, que lo llevará a la importancia que ostenta en la historia del pop y rock español, inmerso en el llamado "Sonido Torrelaguna".
En 2011 se recopila éste y todos los demás discos EP en sendos CD, estando este título en el llamado Los EPs originales remasterizados Vol. 2 (1964-1966).

## Lista de canciones
| Cara 1 |                                                                                   |          |  |
| N.º    | Título                                                                            | Duración |  |
| 1.     | «Los cuatro muleros (Instrumental)» (Tradicional)                                 | 2:08     |  |
| 2.     | «Mírame (Lesson in love)» (King, Mark / Gould, Rowland Charles / Badarou, Waliou) | 2:40     |  |

| Cara 2 |                                          |          |  |
| N.º    | Título                                   | Duración |  |
| 1.     | «Vete ya» (Alfonso Sainz)                | 2:17     |  |
| 2.     | «El soldado de levita» (Anónimo popular) | 2:04     |  |

## Miembros
- Alfonso Sainz - Saxo Tenor
- Lucas Sainz - Guitarra líder
- Ignacio Martín Sequeros - Bajo eléctrico
- Pablo Argote - Batería
- Tony Luz - Guitarra rítmica
- Juan Pardo - Cantante

Otros músicos:
- Órgano (en "Mírame" y en "Vete ya"): músico no acreditado (posiblemente sea Alfonso Sainz, pero es más probable que sea un músico de estudio).